# 東京実業高等学校
東京実業高等学校（とうきょうじつぎょうこうとうがっこう、英: Tokyo Jitsugyo High School）は、東京都大田区西蒲田にある全日制普通科・機械科・電気科の私立高等学校。略称は東実（とうじつ）。姉妹校に東京高等学校がある。

## 沿革
- 1922年（大正11年） - 東京実業学校（商業課程）を東京都千代田区西神田2-2に上野清が設立、校長に就任。
- 1923年（大正12年） - 関東大震災により全焼したが、仮校舎で授業を継続。
- 1936年（昭和11年） - 現在の大田区西蒲田8-18-1に移転。
- 1939年（昭和14年） - 第3代校長に上野熊蔵就任。
- 1944年（昭和19年） - 機械科を設置。
- 1945年（昭和20年） - 戦火により全焼、東京中学校の一部を使用し授業を継続。
- 1948年（昭和23年） - 学制改革により現在の東京実業高等学校（商業課程および機械課程）となる。
- 1954年（昭和29年） - 女子商業科を設置。
- 1963年（昭和38年） - 第6代校長に上野幸一就任。
- 1970年（昭和45年） - 電気科を設置。
- 1976年（昭和51年） - 普通科を設置。
- 1982年（昭和57年） - 山中湖学寮、鵜の木研修所完成。（創立60周年記念）
- 1987年（昭和62年） - 創立65周年記念1号館完成。
- 1988年（昭和63年） - 第7代校長に井上稔就任。
- 1992年（平成4年） - 第8代校長に上野毅就任。
- 2001年（平成13年） - 普通科男女共学、週5日制となる。普通科を普通科文理コースに、商業科を普通科ビジネスコースに名称変更。
- 2010年（平成22年） - 電気科ゲームITコースを設置。
- 2012年（平成24年） - フェニックスアリーナ完成。（創立90周年記念）
- 2015年（平成27年） - 新校舎完成。
- 2016年（平成28年） - 「キャリア教育優良校」として文部科学大臣表彰受賞。
- 2017年（平成29年） - 交換留学制度50周年。
- 2020年（令和2年） - 制服リニューアル。
- 2022年（令和4年） - 普通科文理コースを普通科探究コースと普通科総合コースに改組。機械科を機械システムコースに、電気科を電気システムコースに名称変更。完全週6日制に移行。

## 特徴

### 交換留学制度
アメリカ・コロラド州・ボルダー市の州立ボルダー高校と1963年に姉妹校契約を結んでおり、1967年からはボルダー地区教育委員会に所属する6つの州立高校が参加し、交換生が派遣される。交換生はホームステイをし、それぞれの高校で授業に参加をし約1ヶ月半生活する。

### コースアップ制度
1年次から2年次進級時、2年次から3年次進級時に総合進学コースⅡ・Ⅲ類から総合進学コースⅠ類に、または総合進学コースⅠ類から特別進学コースにコースアップが可能。
なお、コースアップには試験や面接等が有。

### 転科制度
転科・転コースは1年次が2年次に進級する際のみ可能。電気科電気システムコースとゲームITコースと機械は転科・転コースが可能。
普通科ビジネスコースは転科・転コース不可。
なお、転科・転コースは試験や面接が有。

## 設置課程
- 全日制課程
  - 普通科
    - 特別進学コース
    - 総合進学コースⅠ・Ⅱ・Ⅲ類
    - ビジネスコース

  - 機械科
    - 機械システムコース

  - 電気科
    - 電気システムコース
    - ゲームITコース

## 取得可能な資格

### 普通科特別進学コース・総合進学コースⅠ・Ⅱ・Ⅲ類
- 日本漢字能力検定
- 実用英語技能検定
- 実用数学技能検定
- TOEIC

### 普通科ビジネスコース
- 全国経理教育協会主催・簿記能力検定、社会常識能力検定
- 全国商業高等学校協会主催・簿記実務検定、情報処理検定、ワープロ実務検定
- 日本商工会議所主催簿記検定
- 日本漢字能力検定
- 実用英語技能検定
- ビジネス能力検定試験

### 機械科機械システムコース
- 全国工業高等学校長協会主催計算技術検定
- 労働安全衛生管理協会主催各種資格
- 車両系建設機械運転特別教育講習会

### 電気科電気システムコース
- 第一種・第二種電気工事士
- 全国工業高等学校校長協会主催・計算技術検定、情報技術検定
- 労働安全衛生管理協会主催各種資格

### 電気科ゲームITコース
- ITパスポート試験
- 全国工業高等学校校長協会主催・計算技術検定・情報技術検定
- 第一種・第二種電気工事士
- 実用英語技能検定
- 実用数学技能検定

## 学校行事
1年生研修合宿旅行
毎年4月に山梨県で実施。
体育祭
毎年9月下旬から10月上旬頃実施。大抵は赤、青、紺、緑、黄、紫の色に分かれ、その色のTシャツを着用する。
校内献血
東実祭
毎年11月上旬実施。クラス単位の出し物の他に親師会主催のバザーやマーチングバンド部演奏、軽音楽部によるライブ等がある。
　　現在、入場出来るのは中学生とその保護者、親師会、卒業生、桜美会、地域の人のみ。2015年以前の名称は「オープンハイスクール」。

## 部活動
最近では各クラブにも力を入れ、世界大会にも出場したマーチングバンド部（Phoenix Regiment）を始め、レスリング部や陸上部など、全国レベルの実力をもつクラブ活動を擁している。
一方、サッカー部と野球部は両部とも近年、東京都ベスト4まで入り、これらのクラブの全国大会の出場も近いとされる。特に野球部はこれまで甲子園出場経験こそ無いが｢アップセッター = 大物食い｣として都内でも名高く、全国制覇を達成したことのある帝京高等学校を地区大会で下すことがしばしばあり、俗に帝京キラーと呼ばれる。東京都内の名だたる名門校から一目置かれる強豪校のうちの1校である。
陸上では2014年8月24日、中国・南京で行われた第2回南京ユースオリンピックにて、10000メートル競歩に在学中の小野川稔が出場し、42分3秒64で金メダルを獲得した。
野球部も比較的強く、全国高等学校野球選手権大会で全国制覇を達成したことのある帝京高等学校を地区予選大会（東東京大会）で何度も破っており、俗に「帝京キラー」と称されることもある。このことから近いうちに甲子園出場も夢ではないとされていて東東京大会の参加校の中では中堅強豪校の1つに数えられている。ただし、近年は結果を出せていない状態が続いている。

## アクセス
- JR京浜東北線・東急池上線・東急多摩川線 蒲田駅より徒歩4分

## 主な出身者
- 浅岡齋 - 政治家・実業家（中退）
- 河井信太郎 - 検察官（東京地検特捜部生みの親）
- 山口豪久 - 俳優
- 布川敏和 - 俳優・タレント（中退）
- 星野勇二 - 総合格闘家
- 庄司智春 - お笑いタレント（品川庄司）
- 財前宣之 - 元サッカー選手
- 森一弥 - 俳優・タレント（元・エネルギー）
- 青木篤志 - プロレスラー
- KAGETORA - プロレスラー
- 稲葉雅人（GOSAMARU） - プロレスラー
- 卍丸 - プロレスラー（中退）
- 富澤清太郎 - サッカー選手（SC相模原）
- 風見尚 - 長距離走選手、ウルトラマラソン（IAAF 100km）世界記録2018年6月樹立
- 平岡祐太 - 俳優
- Jessicat White - ファッションモデル
- 加藤正志 - 元プロ野球選手（東北楽天ゴールデンイーグルス）
- 日高拓哉 - サッカー選手（ラインメール青森FC）
- 栗田マークアジェイ - サッカー選手（カマタマーレ讃岐）